# Robinsonada

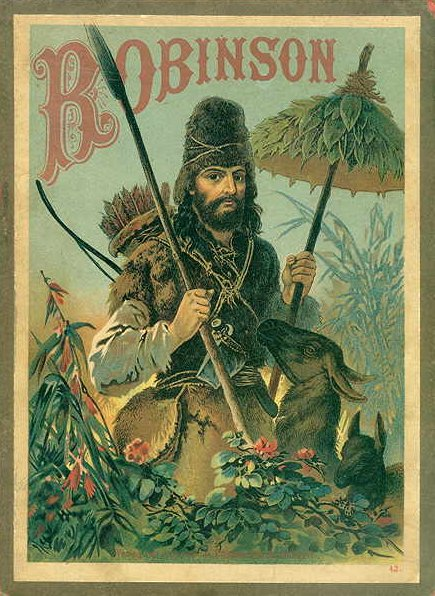
Robinson Crusoe en una ilustración de 1887

Robinsonada es un género literario de ficción en el que el protagonista se separa de la civilización, generalmente al naufragar o ser abandonado en una isla deshabitada y debe improvisar los medios para su supervivencia a partir de los limitados recursos disponibles. El género toma su nombre de la novela Robinson Crusoe de 1719 de Daniel Defoe. El éxito de esta novela generó tantas imitaciones que su nombre se utilizó para definir un género, que a veces se describe simplemente como una "historia de una isla desierta"  o una "narrativa de náufragos ".
La palabra "robinsonade" fue acuñada por el escritor alemán Johann Gottfried Schnabel en el prefacio de su obra de de 1731. ( La Fortaleza de la Isla ).  A menudo se considera un subgénero de la ficción de supervivencia.

## Temas comunes
Los temas comunes de las Robinsonadas incluyen que los protagonistas se encuentren en un estado de aislamiento (por ejemplo, en una isla desierta o en un planeta deshabitado), un nuevo comienzo para los personajes de la obra. La autorreflexión figura como punto de la trama, lo mismo que el contacto con pueblos indígenas, o vida extraterrestre y comentario social.

### Utopías y distopías
A diferencia de la Utopía y las obras románticas de Tomás Moro que describían la naturaleza como idílica, Crusoe la hizo implacable y escasa. El protagonista sobrevive gracias a su ingenio y las cualidades de su educación cultural, que también le permiten prevalecer en los conflictos con otros náufragos o con los pueblos locales que pueda encontrar. Sin embargo, se las arregla para arrebatarle la supervivencia e incluso una cierta cantidad de civilización a la naturaleza. Hay robinsonadas que tomaron tanto la dirección más utópica (La familia suiza Robinson) como la dirección distópica (El señor de las moscas).

### Crusoísmo invertido
El término crusoísmo invertido fue acuñado por el escritor inglés JG Ballard. El paradigma de Robinson Crusoe ha sido un tema recurrente en la obra de Ballard. Mientras que el Robinson Crusoe original se convirtió en un náufrago contra su propia voluntad, los protagonistas de Ballard a menudo optan por abandonarse; de ahí el crusoísmo invertido (p. ej., Isla de Concreto ). El concepto proporciona una razón de por qué la gente se abandonaría deliberadamente en una isla remota; En la obra de Ballard, convertirse en un náufrago es tanto un proceso curativo y empoderador como uno atrapante, que permite a las personas descubrir una existencia más significativa y vital.

## Robinsonadas literarias

### Antesde Robinson Crusoe
La novela picaresca de 1668 de Hans Jakob Christoffel von Grimmelshausen, Simplicius Simplicissimus, presenta a un protagonista náufrago que vive solo en una isla.

### SigloXIX
Una de las robinsonades más conocidas es La familia suiza Robinson (1812-27) de Johann David Wyss, en la que un clérigo náufrago, su esposa y sus cuatro hijos logran no sólo sobrevivir en su isla sino también descubrir la buena vida. Julio Verne deja varados a sus náufragos en La isla misteriosa (1874) con una sola cerilla, un grano de trigo, un collar de perro de metal y dos relojes.

### SigloXX
Solo en el siglo XX concurrieron varias en el ámbito de la narrativa, entre las que podemos destacar: 
En la isla de Robinson, la escocesa Muriel Spark (1958).  En este libro, January Marlow, la narradora católica y sus compañeros sobrevivientes de un accidente aéreo, quedan al cuidado del enigmático propietario de la isla: Robinson mismo. 
Viernes o los limbos del Pacífico, del francés Michel Tournier (1967).  Novela merecedora del Gran Premio de Novela de la Academia Francesa. El mismo título nos muestra de que Viernes, el compañero de Robinson, tiene otro rol en su texto.
Adiós Robinson, del argentino Julio Cortázar (1977). Se trata de un guion de radioteatro. Es una particular adaptación de Robinson Crusoe, que se destaca por sus meditaciones anticolonialistas y que reflexiona sobre la soledad, siempre con el humor por bandera.
Foe, del premio Nobel sudafricano nacionalizado australiano John Maxwell Coetzee (1986). En esta obra el naufragio de la mujer protagonista es el pretexto para dedicar amplio espacio a un personaje femenino y elegirlo como narrador, en homenaje confesado del autor a todas las escritoras marginadas de la historia.
Siglo XXI
La novela Un Robinson del chileno Martín Pérez Ibarra retoma la historia, ahora con un marinero alemán que naufraga en la misma isla que Alexander Selkirk. En la trama, este Robinson moderno atrae el interés de la población germana y se filma una película sobre él, juntando a dos Robinson: al actor y al verdadero náufrago. Este último luego quiere tomar el papel de Daniel Defoe escribiendo él mismo su historia. Es la historia ficcionada del alemán Hugo Weber Fachinger.

### Robinsonadas de ciencia ficción
Las robinsonadas de ciencia ficción del género tienden naturalmente a desarrollarse en planetas o satélites deshabitados en lugar de islas. La Luna es la ubicación del proto-SF de Ralph Morris La vida y las maravillosas aventuras de John Daniel (1751), y del himno de John W Campbell Jr a la inventiva humana, La luna es el infierno (1950). Un ejemplo clásico de una robinsonada de ciencia ficción que tiene todos los elementos de la robinsonade propiamente dicha es The Survivors de Tom Godwin, así como Concrete Island de JG Ballard. Un ejemplo más reciente es The Martian (2011), de Andy Weir. Nosotros, los que estamos a punto de... (1977) es una objeción feminista radical a todo el género.
Sears List of Subject Headings recomienda que los bibliotecarios también cataloguen la ficción apocalíptica, como la popular novela de Cormac McCarthy The Road, o incluso Starship Troopers de Robert A. Heinlein, como robinsonadas.

## Películas
Robinson Crusoe es la actualización de 1932 de la historia en la que Douglas Fairbanks Sr. se aventura en una isla deshabitada durante un año para ganar una apuesta.
Ein Robinson, la única robinsonada filmada en 1940 en la verdadera isla de Alexander Selkirk por el director alemán de cine de montaña Arnold Fanck. Fue proscrita en 1945 al ser considerada por los aliados como Propaganda nazi.
Robinson Crusoe (película de 1954) es la película de aventuras de 1954 dirigida por Luis Buñuel, con Dan O'Herlihy en el papel principal.
Robinson Crusoe en Marte es la historia de 1964 del sobreviviente del accidente de una nave espacial en el planeta Marte.
Lt. Robin Crusoe, USN es el recuento cómico de 1966, protagonizado por un piloto de la Marina de los EE. UU. y un astronauta chimpancé llamado Floyd.
Robinson Crusoe (1972) es una película soviética de 1972 (Odessa Film Studio) con Leonid Kuravlyov en el papel principal y música de Antonio Vivaldi.
Enemy Mine es la historia de ciencia ficción de un alienígena humano y enemigo que se estrella en un planetoide estéril y finalmente coopera para sobrevivir.
Cast Away es la película del año 2000 sobre un empleado de FedEx (Tom Hanks) que es el único superviviente de un accidente aéreo y queda varado en una isla desierta durante cuatro años.
The Martian es la película de 2015 sobre un astronauta humano varado en Marte después de que una tormenta obligara al resto de la tripulación a partir y el esfuerzo por recuperarlo.

## Historietas
En 1940, Mort Weisinger creó Green Arrow, un náufrago millonario convertido en justiciero.
Años más tarde, Gold Key Comics, produjo una serie de cómics, titulada Space Family Robinson, a principios de la década de 1960 y posteriormente el productor Irwin Allen creó su propia versión de un concepto similar, sobre otra Space Family Robinson, conocida como Lost in Space, para CBS.
La primera aparición de una familia Robinson que viajaba por el espacio (no relacionada con la serie Robinsons) en los cómics fue The Space Family Robinson de Gold Key Comics, diciembre de 1962. Space Family Robinson se publicó en un total de 59 números, de 1962 a 1982. El primer número se publicó en diciembre de 1962. En el número 15 (enero de 1966), se añadió a la portada el título "Perdidos en el espacio".
El libro Silver Age: The Second Generation of Comic Artists de Daniel Herman explica que cuando la serie de televisión Lost in Space salió en 1965, era obvio que estaba inspirada, al menos en parte, en el cómic, pero CBS, la cadena que transmite el programa nunca había adquirido la licencia de Western Publishing. En lugar de demandar a CBS o Irwin Allen, Western decidió llegar a un acuerdo que les permitió utilizar "Perdidos en el espacio" como título del cómic. Dado que CBS e Irwin Allen otorgaron licencias de programas a Western, Western no quería enemistarse con ellos. Además, el título del programa de televisión probablemente ayudó a las ventas del cómic.

## Televisión
Las aventuras de Robinson Crusoe (serie de televisión) es una serie de televisión franco-alemana de 1964 con Robert Hoffmann en el papel principal. Se emitió en 1965 en el Reino Unido con una banda sonora de Robert Mellin.
La serie de televisión Lost in Space de 1965 es una adaptación de la novela La familia suiza Robinson .[cita requerida] La familia de astronautas del Dr. John Robinson, acompañada por un piloto de la Fuerza Aérea y un robot, partió de una Tierra superpoblada en la nave espacial Júpiter 2 para visitar un planeta que orbita la estrella Alfa Centauri con la esperanza de colonizarlo. Su misión en 1997 (la fecha oficial de lanzamiento del Júpiter 2 fue el 16 de octubre de 1997) es inmediatamente saboteada por el Dr. Zachary Smith, quien sube a su nave espacial y reprograma el robot para destruir la nave y la tripulación.
Smith queda atrapado a bordo y se salva reviviendo prematuramente a la tripulación de la animación suspendida. Salvan la nave, pero el daño resultante los deja perdidos en el espacio. Finalmente, se estrellan en un mundo alienígena, más tarde identificado como Priplanis, donde deben sobrevivir a una serie de aventuras. Smith (a quien el escritor del programa originalmente tenía la intención de matar)[cita requerida]</link> permanece a lo largo de la serie como una fuente de cobardía y villanía cómicas, explotando la naturaleza indulgente (u olvidadiza) de los Robinson.
La serie de televisión Gilligan's Island de 1966 trataba sobre siete náufragos varados en una isla tropical. Incluso el tema principal del programa contiene la letra: "Como Robinson Crouse, es tan primitivo como puede ser".

## Juegos de vídeo
Varios videojuegos han explorado este tema, colocando a los jugadores en entornos hostiles donde deben trabajar para lograr un objetivo específico o simplemente sobrevivir. Como tal, los videojuegos de Robinsonade pueden incluirse en el género más amplio de los juegos de supervivencia. Algunos ejemplos de este género son los juegos de la serie Stranded, Stranded Deep, The Forest y Minecraft.